# Korai norvég black metal mozgalom

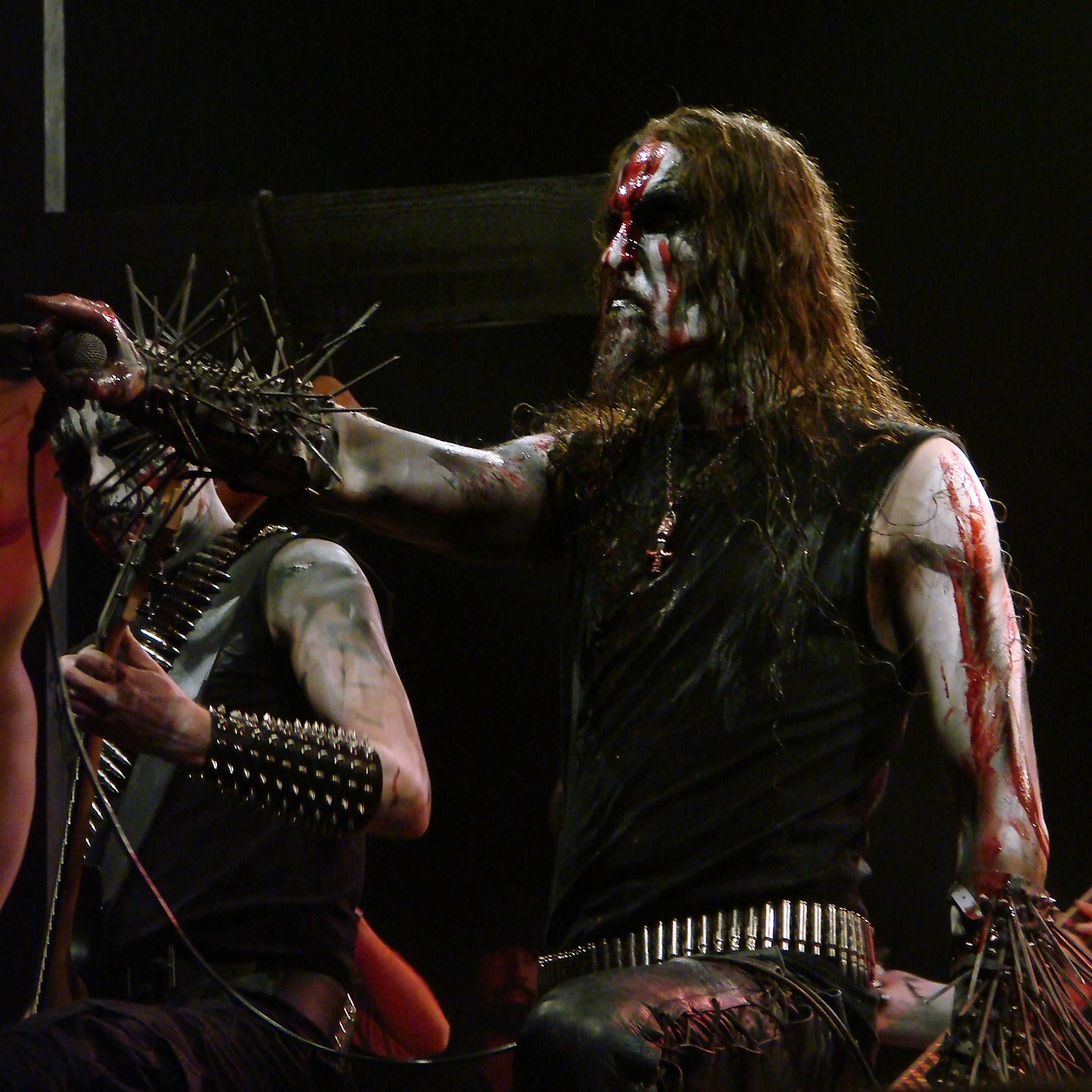
Gaahl (Kristian Eivind Espedal) hullasminkben 2009-ben

A korai norvég black metal mozgalom zenei alapú szubkultúra, amely az 1990-es évek elején bontakozott ki Norvégiában. Ennek a zenei mozgalomnak köszönhető a modern black metal műfaj kialakulása és több elismert, nagyhatású extrém metal zenekar létrejötte.
Akkor vált igazából közismertté, amikor nagy médiaérdeklődés mellett kiderült, hogy tagjai felelősek két gyilkosságért és több norvég templom felgyújtásáért. A mozgalom, egy valláshoz hasonlóan, saját ideológiával és erkölcsi világképpel rendelkezett. A kemény mag tagjai „The Black Circle” (a Fekete Kör) vagy „Black Metal Inner Circle” (a Black Metal Belső Köre) névvel illették magukat. Ez a kör elsősorban fiatal férfiakból állt, akik közül sokan az oslói Helvete (norvégul Pokol) lemezboltban találkoztak. Interjúkban a mozgalom tagjai erősen keresztényellenes és embergyűlölő nézeteket vallottak, magukat igazi sátánistának tartották, akik terjeszteni akarják a terrort, a gyűlöletet és a gonoszt. Álneveket használtak, a megjelent fotókon „hullasminket” viseltek és középkori fegyverekkel pózoltak. A mozgalom zártkörű volt, és kizárólag csak azokat fogadta be, akiket erre igaznak és elkötelezettnek ítélt. A zenei integritás nagyon fontos volt a mozgalomhoz tartozó előadók számára, hiszen azt akarták, hogy a black metal egy underground, sértetlen műfaj maradjon.
1993 augusztusában a mozgalom több tagját letartóztatták, majd 1994 májusában elítélték őket többek között gyújtogatásért, gyilkosságért és robbanóanyagok birtoklása miatt. A legtöbben nem mutattak megbánást az elkövetett tetteikért. A norvég média részletesen tudósított az eseményekről, de a riportok hangvétele gyakran szenzációhajhász volt. Például, egy norvég tv-csatorna interjút készített egy nővel, aki azt állította, hogy sátánisták áldozták fel a gyermekét és megölték a kutyáját. A korai norvég black metal mozgalom egészen a mai napig témája különböző könyveknek és filmeknek.

## Zenei hatások
Az 1980-as években a black metal csak néhány együttes laza csoportosulása volt. Sátánista szövegeket osztottak meg, azonban a legtöbb „első hullámú” zenekar ezeket csak sokkoló hatásként alkalmazta. 1990 és 1992 között számos norvég együttes kezdett el egy újfajta black metalt előadni és kiadatni, amit erősen befolyásolt a korai együttesek stílusa. A hirtelen megnövekedett népszerűségük miatt ezeket a zenekarokat a black metal második hullámába sorolják. A norvég mozgalom együttesei továbbfejlesztették elődeik stílusát, és ezáltal egy új heavy metal alműfajt hoztak létre. Ez részben Snorre 'Blackthorn' Ruchnak a Thornsból és Euronymousnak a Mayhemből köszönhető, akik új gitárstílust hoztak létre, ami teljes akkordokat használt a gitáros kvintek helyett. A Darkthrone zenésze, Fenriz szerint a gitárstílust a Bathorytól vették át, és megjegyezte, hogy „ezek a riffek a '90-es évek zenekarai számára egy új irányt jelentettek”.
A stílus zenéjének sötét témáit hullasminkkel és egyéb szokatlan megjelenési formákkal egészítették ki, amik segítették megkülönböztetni a black metal előadókat más metalzenekaroktól.

## A mozgalom történetének főbb eseményei

### A mozgalom kialakulásának előzményei
A norvég mozgalom létrejötte előtt néhány külföldi zenekar nagy hatást gyakorolt a műfajra és a mozgalomra egyaránt, mint például a görög Rotting Christ, a svájci Samael, a brit Venom, és a magyar Tormentor.
A korai norvég black metal mozgalom legkorábban, 1984-ben alakult együttese a Mayhem, amelynek az első dalai és kiadásai egy erősen Venom-ihlette zenét mutatnak. Az 1986-os Pure Fucking Armageddon egy rossz körülmények között felvett demó, amit az agresszívabb thrash metal ihletett. Az 1987-ben megjelent Deathcrush EP-jük az első norvég black metal album, ami kiadónál jelent meg.
Az 1980-as években a norvég mozgalom még nem alakult ki teljesen, csak a következő évtized elején bontakozott ki.

### Dead és öngyilkossága
A korai norvég black metal mozgalom egyik legismertebb karaktere a svéd Mayhem-énekes Dead (hivatalos nevén Per Yngve Ohlin), aki 1988-ban csatlakozott a zenekarhoz, és ő írta meg a sokak szerint legbefolyásosabb black metal album, az 1994-ben megjelent De Mysteriis Dom Sathanas dalszövegeit. Halála után a mozgalom több tagja depressziósnak és befelé fordulónak jellemezte. Fellépései előtt sok időt töltött el azzal, hogy hullához hasonló kinézete legyen, és gyakran megvágta a kezeit éneklés közben.
1991. április 8-án Dead öngyilkosságot követett el abban a házban, ahol a Mayhem zenekari próbatermet birtokolt. Holttestét a Mayhem gitárosa, Euronymous fedezte fel. A kezen és a nyakon több mély vágást találtak, valamint a fejen egy sörétes puska okozta lőtt sebet. Mielőtt a rendőrséget értesítette volna, Euronymous szerzett egy fényképezőgépet és többször lefotózta Dead holttestét, közben átrendezett néhány dolgot. Ezen fényképek egyike lett az 1995-ben megjelent Dawn of the Black Hearts Mayhem-koncertlemez borítója. Terjedtek olyan rémhírek, hogy Euronymous ragut csinált Dead agyából, és nyakláncot a koponyájának darabjaiból. Előbbi pletykát a zenekar tagadta, de azt elismerték, hogy készültek nyakláncok Dead koponyadarabjaiból, amiket Euronymous az erre méltónak tartott zenészeknek ajándékozott.
Euronymous Dead öngyilkosságát a Mayhem 'gonosz' imázsának népszerűsítésére használta fel, és azt állította, hogy Dead az extrém metal trenddé válása miatt ölte meg magát. A Mayhem basszusgitárosa, Necrobutcher szerint „az emberek jobban felfigyeltek a black metal mozgalomra, miután Dead lelőtte magát… Dead öngyilkossága igazán megváltoztatta a mozgalmat”. Az Emperor dobosa, Bård 'Faust' Eithun úgy véli, hogy Dead öngyilkossága után „a black metal mozgalom megszállottan kereste a sátánizmust és a gonoszt”.
A mozgalom tagjai közül a későbbiekben még ketten követtek el öngyilkosságot: Erik 'Grim' Brødreskift (Immortal, Gorgoroth, Borknagar) 1999-ben és Espen 'Storm' Andersen (Strid) 2001-ben.

### Helvete és a "fekete kör"

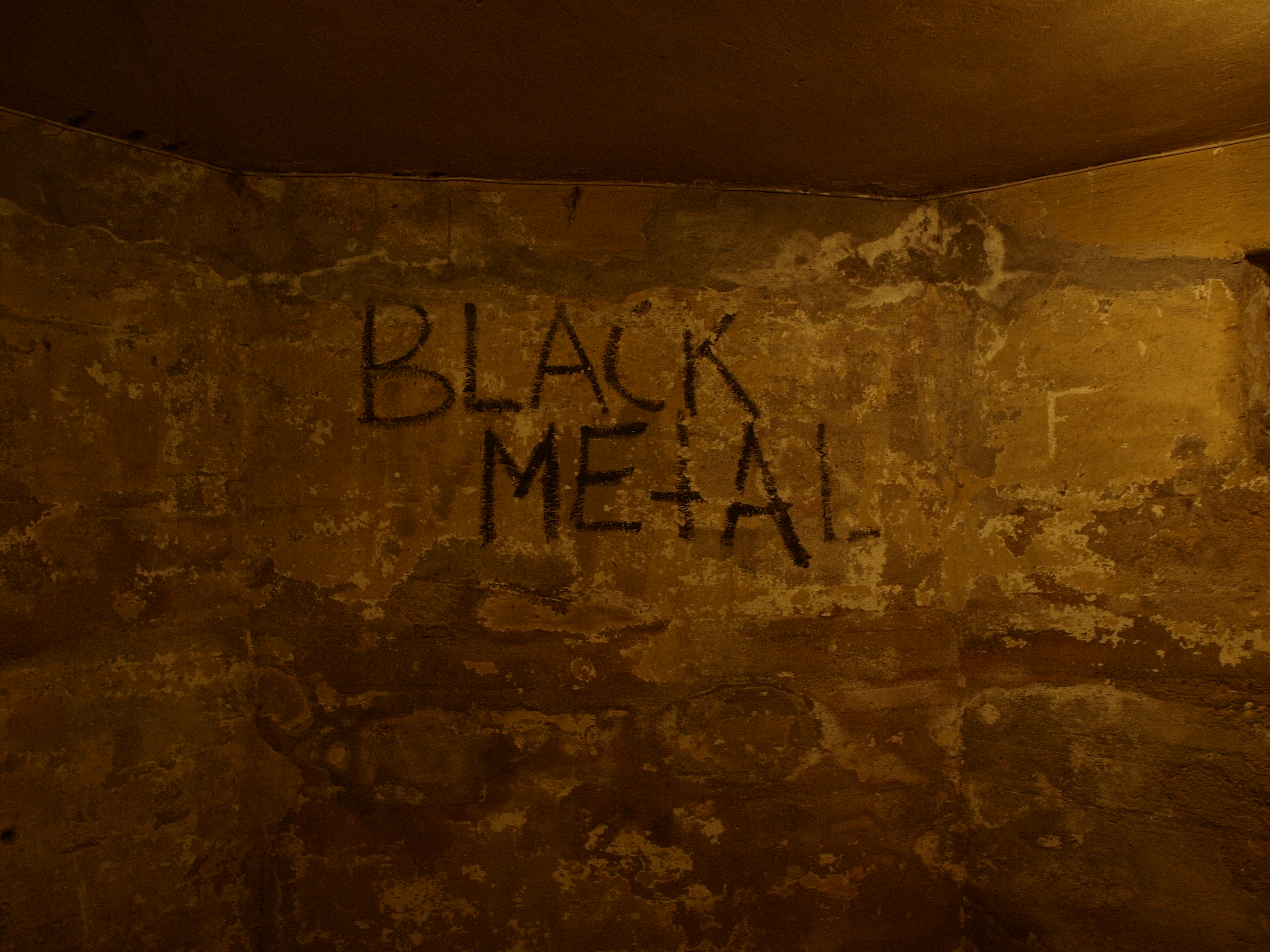
Egy falfirka a Helvete pincéjében

A Mayhem gitárosa, Euronymous volt a „központi figura, akinek fő szerepe volt a mozgalom létrejöttében”, amit „szinte egymaga hozott létre”. Létrehozta a Deathlike Silence Productions független kiadót az 1980-as évek végén, ami a norvég Mayhem és Burzum, továbbá a svéd Merciless és Abruptum albumait adta ki. 1991 májusában, júniusában nyitotta meg a Helvete (norvégul Pokol) című lemez boltját, amely Oslóban volt, a Schweigaards 56. szám alatt. A norvég black metal zenészek gyakran szerveztek találkozókat a boltban és annak pincéjében. Euronymous, Varg Vikernes és Samoth különböző időkben ott lakott. A bolt falai feketék voltak, amelyeket középkori fegyverek és zenekarok poszterei díszítettek.
Occultus szerint a hely, amit Euronymous bérelt, „túl nagy volt és a bérleti díj túl drága. Ez az oka annak, hogy nem működött rendesen”. A bérelt helyiségeknek csak egy kis része volt kihasználva a bolt számára. Euronymous 1993 elején bezárta a Helvetet, mert a média és a rendőrség felfigyelt rá a kibontakozó mozgalom miatt. Ennek ellenére, amíg nyitva volt, a norvég black metal mozgalom központi helyének számított. Jon 'Metalion' Kristiansen, a Slayer magazin írója azt mondta, hogy a Helvete megnyitása jelentette „a norvég black metal mozgalom kezdetét”.
Pár hónapon belül [a Helvete megnyitása után] számos fiatal zenész megszállottja lett Euronymousnak és az ötleteinek, és utána sok norvég death metal zenekar black metal zenekarrá alakult át. Az Ampulationből lett az Immortal, a Thou Shalt Sufferből lett az Emperor, a Darkthrone pedig primitív black metalra cserélte svéd hatású death metal stílusát.
Azok, akik a Helveteben gyűltek össze, a „The Black Circle”-be vagy más néven a „Black Metal Inner Circle”-be sorolták be magukat. Faust azt mondta, hogy ezeket a neveket Euronymous találta ki. Akkoriban a média egy szervezett, szektaszerű csoportként mutatta be a „The Black Circle”-t. A Lords of Chaos-ban Faust azt mondta, hogy a média szervezettebbnek mutatta be a csoportot, mint amilyen valójában volt:
„Ez csak egy gyűjtőnév volt azoknak, akik a bolt körül lógtak […] nem létezett semmi olyan, hogy tagsági kártya, és hivatalos találkozók se voltak.”
A Lucifer Rising áttekintésében Varg Vikernes azt állította, hogy:
„Először is, az úgynevezett 'Black Circle'-t Euronymous találta ki, mert azt akarta, hogy az emberek elhiggyék, hogy ilyen tényleg van, de nonszensz volt és soha nem létezett. A médiában azt hitték, hogy ez létezett egy ideig, de hirtelen már nem beszéltek róla, miután megértették, hogy ez egy álhír volt.”

### Templomgyújtogatások

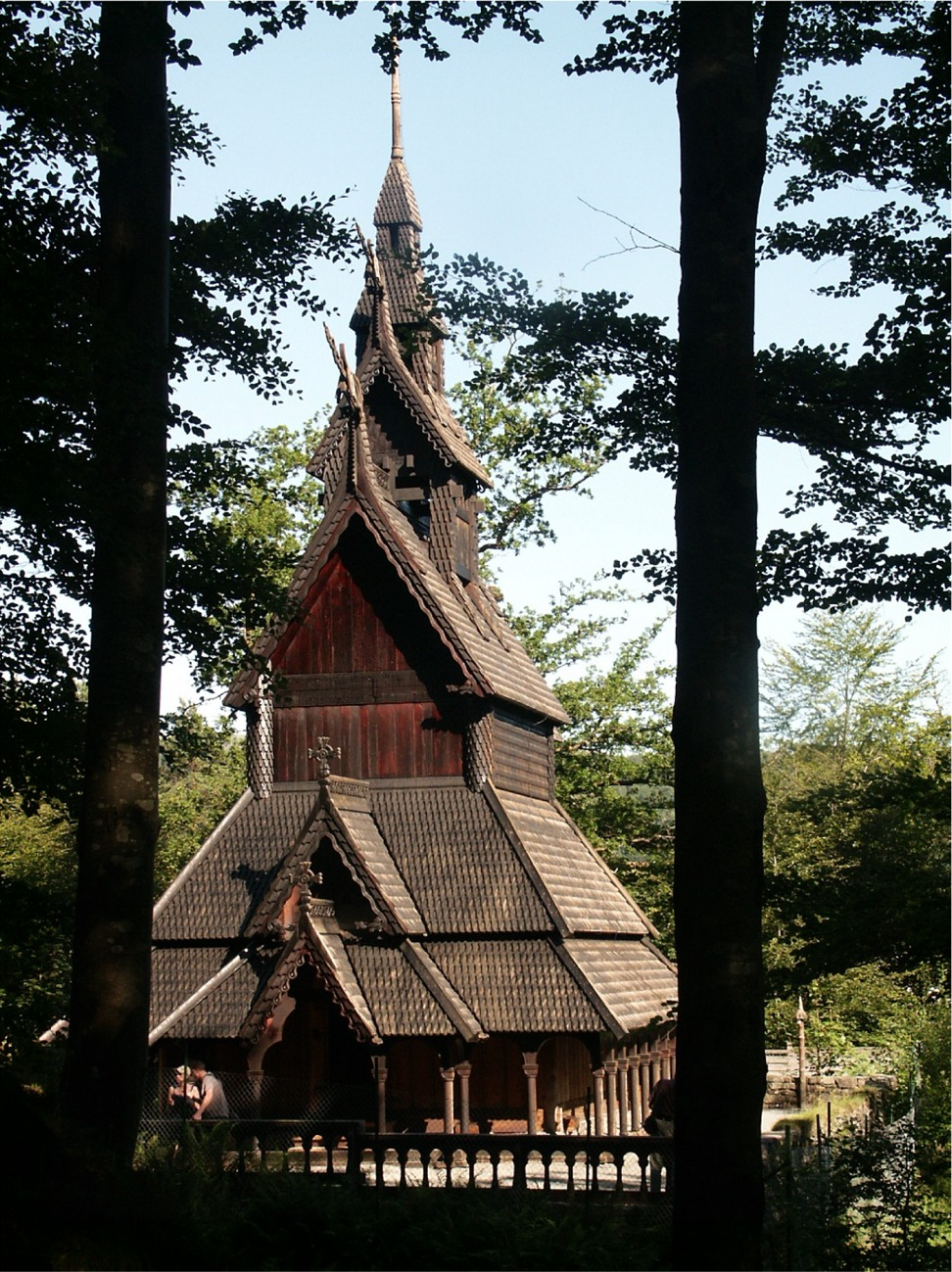
A Fantoft Stave templom Bergenben

1992-ben a norvég black metal mozgalom tagjai egy templomgyújtogatási hullámot indítottak el. 1996-ig legalább 50 támadás ért keresztény templomokat Norvégiában. Az összes megoldott esetben black metalosokat találtak felelősnek. A felgyújtott épületek közül néhány több száz éves és történelmi műemlékek volt. Az első támadás a Fantoft Stave templomot érte 1992 júniusában, az épület porig égett. A rendőrség úgy vélte, hogy Varg Vikernes volt az elkövető. A Burzum Aske című EP-jének a borítója a lerombolt templom képe. Az album első 1000 példányához bónuszként járt egy öngyújtó a templom képével. 1994 májusában Vikernest bűnösnek találták a Holmenkollen Chapel, a Skjold Church és az Åsane templom felgyújtásában. Vikernes és Euronymous állítólag a Nidarosi katedrális felrobbantását tervezték a Mayhem-album, De Mysteriis Dom Sathanas 1994-es kiadásának idejében, de ez nem valósult meg Euronymous halála miatt. A katedrális képe lett az album borítója. Samoth, Faust és Jørn Inge Tunsberg is börtönbe került templomfelgyújtások miatt.
A templomgyújtogatások elítéltjei nem mutattak megbánást tetteik miatt, és cselekedeteiket szimbolikus megtorlásként jellemezték a kereszténység ellen. Napjainkban a black metal színtéren belül több eltérő vélemény létezik a templomgyújtogatásokkal kapcsolatban. Infernus és Gaahl dicséri a gyújtogatásokat, az utóbbi szerint „több kéne belőlük, és több is lesz belőlük”. Mások, például Necrobutcher és Kjetil Manheim, jelentéktelennek tartják a templomgyújtogatásokat.
A felgyújtott templomok listája
1992
| Dátum          | Cselekmény |
| -------------- | --- |
| május 23.      | a Storetveit templom felgyújtásának kísérlete, Bergenben |
| június 6.      | a Fantoft Stave templom felgyújtása Bergenben – Varg Vikernes a gyanúsított, de nem ítélték el.                                                                            |
| augusztus 1.   | a Revheim templom felgyújtása Stavangerben |
| augusztus 21.  | a Holmenkollen kápolna felgyújtása Oslóban – Varg Vikernest és Faustot elítélték gyújtogatásért; Euronymous szintén részt vett benne, de 1993 augusztusában meggyilkolták. |
| szeptember 1.  | az Ormøya templom felgyújtása Oslóban |
| szeptember 13. | a Skjold templom felgyújtása Vindafjordban – Varg Vikernest és Samothot ítélték el.                                                                                        |
| október 3.     | a Hauketo templom felgyújtása Oslóban. |
| december 24.   | az Åsane templom felgyújtása Bergenben – Varg Vikernest és Jørn Inge Tunsberget elítélték.                                                                                 |
| december 25.   | egy metodista templom felgyújtása Sarpsborgban – egy tűzoltó meghalt az oltás közben.                                                                                      |

1993
| Dátum      | Cselekmény                                                 |
| ---------- | ---------------------------------------------------------- |
| február 7. | a Lundby New Church felgyújtása Göteborgban, Svédországban |

1994
| Dátum         | Cselekmény                                               |
| ------------- | -------------------------------------------------------- |
| március 13.   | egy templom felgyújtása Sundban                          |
| március 27.   | a Seegård templom felgyújtása Snertingdalban             |
| május 16.     | a Gol Stave templom felgyújtásának kísérlete Buskerudban |
| május 17.     | az Åmodt templom felgyújtásának kísérlete Buskerudban    |
| június 4.     | a Frogn templom felgyújtása Drøbakban                    |
| június 19.    | a Heni templom felgyújtásának kísérlete Gjerdrumban      |
| július 7.     | egy templom felgyújtása Jeløyben                         |
| július 21.    | az Odda templom felgyújtásának kísérlete                 |
| augusztus 13. | a Loop templom felgyújtásának kísérlete Meldalban        |
| december 10.  | az Åkra templom felgyújtásának kísérlete                 |
| december 22.  | az Askim templom felgyújtásának kísérlete                |
| december 26.  | a Klemestrud templom felgyújtásának kísérlete            |

1995
| Dátum         | Cselekmény                                                       |
| ------------- | ---------------------------------------------------------------- |
| május 13.     | a Lord templom felgyújtása Telemarkban                           |
| május 25.     | a Såner templom felgyújtása Vestbyben                            |
| június 14.    | a Moe templom felgyújtása Sandefjordban                          |
| július 21.    | egy egyházi főiskola felgyújtásának kísérlete Eidangerben        |
| szeptember 3. | a Vågsbygd egyházi főiskola felgyújtásának kísérlete Oddernesben |
| november 3.   | az Innset templom felgyújtása Rennebuban                         |

### Magne Andreassen megölése
1992. augusztus 21-én Bård 'Faust' Eithun több késszúrással megölte a homoszexuális Magne Andreassent egy Lillehammer szélén található erdőben. Faust a családját szerette volna meglátogatni. Állítása szerint a város olimpiai parkjában sétált, mikor „az a férfi közeledett hozzám – nyilvánvalóan részeg volt és nyilvánvalóan buzi volt […] az is nyilvánvaló volt, hogy érintkezni akart velem. Majd megkért, hogyha tudok […] menjek el az erdőbe. Beleegyeztem, mert addigra elhatároztam, hogy megölöm, ami nagyon furcsa volt … mert én nem ilyen vagyok”. Faust mindig tartott magánál kést, amikor utazott, szerinte „jobb, ha van nálad kés, de nincs szükséged rá, minthogy nincs nálad kés, de szükséged van rá”. Az erdőben Faust 37-szer szúrta meg késsel Andreassent, és miközben a földön feküdt, ismétlődően rúgta a fejét. A gyilkosság utáni nap Faust Oslóba ment és Vikernessel és Euronymoussal együtt felgyújtotta a Holmenkollen templomot.
Faust kijelentette, hogy nem érzett bűntudatot. Az 1990-es évek végén azt mondta a gyilkosságról, hogy „ki voltam akadva, csak vártam arra, hogy kiengedjek egy kis agressziót. Nem könnyű körbeírni, hogy miért történt. Meg kellett történnie, és hogy ezzel a férfival, vagy egy másikkal, az nem valami fontos”. Insahn, a zenésztársa azt állította, hogy Faustot „hosszú ideig nagyon elbűvölték a sorozatgyilkosok, és azt hiszem meg akarta tudni, milyen érzés megölni egy embert”. A gyilkosság többek szerint kapcsolódik a black metalhoz, a fasizmushoz és a sátánizmushoz, de Faust egy 2008-as interjúban azt mondta, hogy „soha nem voltam sátánista vagy fasiszta semmilyen formában, de magamba fojtottam a gyűlöletet és a negativitást. Ezek az érzések egyszerűen megesznek belülről”.
A rendőrség kezdetben nem gyanúsított senkit, és Faust szabadlábon maradt még körülbelül egy évig. Azonban elárulta Euronymousnak, Vikernesnek és még néhány embernek, hogy mit tett. Euronymous meggyilkolása után Faustot letartóztatták Andreassen megölése miatt. 1994-ben 14 év börtönbüntetésre ítélték, de 2003-ban, kilenc év és négy hónap után szabadlábra helyezték.

### ABergens Tidendecikke
1993 januárjában Norvégia egyik legolvasottabb újsága, a Bergens Tidende (BT) egyik cikke miatt a média reflektorfényébe került a mozgalom. Két barátja interjút készített Vikernesszel, majd elvitte az újsághoz abban a reményben, hogy megjelenik. A névtelen interjúban 'Count Grishnackh' (Vikernes) azt állította, hogy templomokat gyújtott fel és megölt egy embert Lillehammerben. A lap újságírója, Finn Bjørn Tønder találkozót beszélt meg Count Grishnackh-kal. Az újságírókat egy lakásba hívták össze és állítólag figyelmeztették őket, hogy le fogják lőni őket, ha hívják a rendőrséget. A találkozón Vikernes és társai tudatták az újságírókkal, hogy templomokat gyújtottak fel, vagy tudják, hogy ki tette, illetve figyelmeztették őket, hogy a támadások folytatódni fognak. Ördögimádóknak vallották magukat, és azt mondták, „szándékunk, hogy terjesszük a félelmet és a gonoszt, […] ez az oka annak, amiért ezt elmondjuk a Bergens Tidende-nek”. Beszámoltak a gyújtogatások részleteiről, melyek korábban nem jelentek meg a sajtóban. A BT a megjelenés előtt egyeztetett a rendőrséggel, akik megerősítették az információt. A cikk 1993. január 20-án jelent meg az újság címlapján, „Vi tente på kirkene” („Mi gyújtottuk fel a templomokat”) címmel és egy fényképpel Vikernesről, eltakart arccal és két nagy késsel a kezében. A cikk megjelenése után Vikernest letartóztatták. A rendőrség állítólag egy Burzum szórólapon található címen találta meg, de Vikernes úgy gondolja, hogy Tønder árulta el.
Vikernes szerint a névtelen interjút Euronymoussal találták ki, azzal a céllal, hogy terjesszék a félelmet, hirdessék a black metal mozgalmat, és több vevőt szerezzenek a Helvetebe. Vikernes azt mondta az interjúval kapcsolatban, hogy „rengeteget túloztam és mikor az újságíró távozott […] jót nevettem, mert nem úgy látszott, mintha értené, hogy csak ugrattam”." Hozzátette, hogy az interjú semmit nem tárt fel, ami bizonyítaná, hogy ő bármilyen bűncselekményben részt vett. Vikernes azt állította a letartóztatása után, hogy „az újságíró átírta az interjút […] és egy őrült változatát adatta ki, amit még át sem olvastatott velem”. A mozgalom több tagját is letartóztatták és kihallgatták, de bizonyíték hiányában mindenkit elengedtek.
Euronymous elhatározta, hogy bezárja a Helvetet amiért az interjú felhívta rá a rendőrség és a média figyelmét. Vikernes elítélte Euronymoust a bolt bezárásáért, ahelyett, hogy hasznot húzott volna az ismertségből: „ezzel a tettével minden igyekezetemet többé-kevésbé értelmetlenné tette. Hat hetet töltöttem őrizetben miatta”.
A Rock Furore norvég magazin publikált egy interjút 1993 februárjában, amiben Vikernes a norvég börtönökről beszélt: „Itt túl jó. Ez abszolút nem egy pokol. Ebben az országban a foglyok kapnak ágyat, WC-t és zuhanyzót. Ez teljesen nevetséges. Megkértem a rendőröket, hogy vessenek egy várbörtönbe és kínozzanak meg.” Vikernest bizonyíték hiányában márciusban szabadlábra helyezték.

### Euronymous meggyilkolása
1993 elején ellenségeskedés alakult ki Euronymous és Varg Vikernes, továbbá Euronymous és a svéd black metal mozgalom tagjai között.
1993. augusztus 10-én éjjel Varg Vikernes és Snorre 'Blackthorn' Ruch elutazott Bergenből Euronymous lakásába, Tøyengatába, Oslóba. Mikor megérkeztek, Vikernes és Euronymous összeverekedett, majd Vikernes halálra késelte Euronymoust. A holttesten 23 szúrt sebet találtak: kettőt a fején, ötöt a nyakán és tizenhatot a hátán. A gyilkosság után Vikernes és Blackthorn visszautazott Bergenbe, de útközben megálltak egy tónál, ahol Vikernes elrejtette a véres ruháit. Először többen a svéd black metalosokat gyanúsították a gyilkosság elkövetésével.
Egyes feltételezések szerint a gyilkosság hatalmi harc, vagy a Burzum-albumokkal kapcsolatos pénzügyi vita eredménye volt, viszont Vikernes tagadta az összes felvetést, és azt állította, hogy önvédelemből ölte meg Euronymoust. Vikernes szerint Euronymous el akarta őt kábítani egy elektromos sokkolóval, megkötözni és halálra kínozni, miközben videóra veszi az egészet. Vikernes azt állította, hogy: „ha Euronymous erről beszélt volna mindenkinek, akkor nem vettem volna komolyan a dolgot, de csak egy szűk baráti csoportnak mondta el, és az egyikük árulta el nekem”. Vikernes szerint Euronymous azt tervezte, hogy egy aláíratlan szerződés ürügyén találkozik vele, hogy így csalja csapdába. Vikernes azt állította, hogy Euronymous kezébe akarta nyomni az aláírt szerződést és „elküldeni a picsába”, de Euronymous „bepánikolt”, és ő támadott először. Vikernes visszavágott, majd attól tartva, hogy Euronymous fegyvert vesz magához, a zsebkésével többször hátba szúrta Euronymoust, aki kimenekült a lakásból a lépcsőházba, ahol újra szembe kerültek egymással, és Vikernes beledöfte a kését ellenfele koponyájába, és Euronymous meghalt. Az önvédelem sztoriban a mozgalom több tagja, köztük Faust is kételkedik.
Vikernes szerint Blackthorn csak azért ment vele, hogy mutasson Euronymousnak néhány új gitárriffet, és a gyilkosság idején kint cigarettázott. Blackthorn ezzel szemben azt állította, hogy Vikernes tervezte el a gyilkosságot, és kényszerítette őt, hogy vele tartson. Blackthorn a gyilkosságról azt mondta, hogy „nem támogattam, de nem is elleneztem. Leszartam Øysteint”.
Vikernest 1993. augusztus 19-én tartóztatták le. A mozgalom több tagját, például Faustot és Blackthornt kihallgatták. Néhányan közülük bűnösnek vallották magukat, de másokat is bemártottak. A bírósági ügy 1994. május 2-án kezdődött, és közben a média Vikernest „mumusnak kiáltotta ki”. Az ügy ideje alatt kiderült, hogy Vikernes, Blackthorn és egy barátjuk tervelte ki a gyilkosságot. A harmadik személy Bergenben maradt, hogy legyen alibijük. Hogy úgy tűnjön, hogy soha nem is hagyták el Bergent, a harmadik személy filmeket kölcsönzött, lejátszotta őket Vikernes lakásában, és pénzt vett fel Vikernes bankkártyájáról. 1994. május 16-án Vikernest 21 év börtönbüntetésre, a Norvégiában adható maximumra ítélték el Euronymous meggyilkolásáért, három templom felgyújtásáért, egy negyedik felgyújtási kísérletéért és 150 kilogramm robbanóanyag birtoklásáért. Csak az utóbbi vádat ismerte be teljes mértékben. Elítélésének napján két templomot is felgyújtottak, „feltehetőleg szimbolikus támogatás jeléül”. Blackthornt bűnrészesként nyolc év börtönre, Faustot pedig Magne Andreassan megöléséért és a Holmenkollen kápolna felgyújtásáért 14 év szabadságvesztésre ítélték.
Az ítélet hónapjában 24-én jelent meg a Mayhem sokak szerint legnagyobb hatású albuma, a De Mysteriis Dom Sathanas, melyen Euronymous gitározott és Varg Vikernes basszusozott. Euronymous családja megkérte az együttes dobosát, Hellhammert, hogy távolítsa el Vikernes basszusgitárrészét, de nem tette meg. Azt mondta, hogy „úgy gondoltam, hogy megfelelő, ha a gyilkos és az áldozat egy felvételen van”.
2003-ban rövid eltávozásról Vikernes nem tért vissza a börtönbe, és amikor újra letartóztatták, egy lopott autót vezetett és több fegyver is volt nála. Végül 2009 májusában helyezték szabadlábra.

## Ideológia
A norvég black metal mozgalom ideológiája szemben állt a kereszténységgel és minden más vallással. Az 1990-es évek elején különböző interjúkban Euronymous és a mozgalom további néhány tagja embergyűlölő ördögimádónak vallotta magát, aki terjeszteni akarja a gyűlöletet, a bánatot és a gonoszt. Támadták a Sátán Egyházát, mert szerintük az túl „emberi”. Azt vallották, hogy a teista sátánizmus egy inverziója a kereszténységnek. Euronymous volt a mozgalom ideológiájának kulcsfigurája. A totalitarizmus mellett és az individualizmus, a szánakozás, a béke, a boldogság és a szórakozás ellen volt. Amikor megkérdezték, hogy miért tettek ilyen kijelentéseket a sajtóban, Ihsahn, az Emperor zenésze azt felelte, „főleg azért, hogy félelmet keltsenek az emberek között”. Hozzátette még, hogy a mozgalom „a társadalom ellentéte” akart lenni, és „jobban koncentráltunk arra, hogy 'gonoszok' legyünk, minthogy igazi sátánista filozófiát kövessünk”. Vikernes szerint a gonoszság propagálása nem volt más, mint provokáció. A Lords of Chaos szerint akik ismerték Euronymoust – köztük Kjetil Manheim, Vikernes és Blackthorn – azt mondták, hogy „Euronymous extrém sátánista megjelentése valójában csak egy kivetülés volt, ami csekély hasonlóságot mutatott az ő igazi személyiségével”. Faust azt mondta Euronymousról, hogy „több volt a füstje, mint a lángja”. Mortiis azonban azt állította, hogy Euronymous „akkora ördögimádó volt, hogy az emberek el se hinnék”. Metalion, aki 1985 óta ismerte Euronymoust és a legjobb barátjának vallotta, azt mondta róla, hogy „mindig azt mondta, amit gondolt, […] imádni a halált és extrémnek lenni”. A mozgalom további tagjairól Sanna Fridh azt mondta, hogy nincs bizonyíték, ami alátámasztaná a tagok korai kijelentéseit, miszerint ördögimádók lettek volna. Faust azt mondta, hogy „néhány ember [a sátánizmust] véresen komolyan vette, de legtöbbjük számára csak egy nagy felhajtás volt”.
Egy visszatekintésben Metalion azt állította, hogy „a múltban az emberek csak írtak a Sátánról, de most az emberek értik. Úgy hiszem, hogy komolyan gondolták, talán nem egészében a sátánizmust, de a zenei megközelítést és az életstílust minden bizonnyal. Biztosan destruktívabb volt az addigi összes metalzenénél”.
Euronymous szerint a black metal kifejezés magába foglal minden olyan metalegyüttest, aminek tagjai teista sátánisták és sátánista dalszövegeik vannak. Hasonló gondolatokat a színtér más tagjai is megfogalmaztak, mint például Faust. Akkoriban a norvég black metal zenekarokhoz hasonló stílusú együttesek, akik nem írtak sátánista dalszövegeket, igyekeztek más elnevezést használni zenéjükre.

## Konfliktusok más mozgalmakkal
A norvég black metal és a svéd death metal mozgalom között nagy volt a rivalizálás. Fenriz és Tchort megjegyezték, hogy a norvég black metal együtteseknek elege lett a teljes death metal mozgalomból, és hogy „a death metal Oslóban nem volt menő” akkor. Euronymous többször küldött halálos fenyegetést néhány ismertebb európai death metal együttesnek. Állítólag egy csoport norvég black metal rajongó svéd death metal zenészek elrablását és megölését tervezte.
Versengés volt továbbá a norvég és a finn black metal együttesek között is. Az Impaled Nazarene az első albumának korai kiadására rányomtatta a „No orders from Norway accepted” ('Norvégiából nem fogadunk el megrendeléseket') és a „Kuolema Norjan kusipäille!” ('Halál Norvégia seggfejeire!') feliratokat, illetve szarkasztikus megjegyzéseket tettek különböző fanzineknek (időszaki kiadványok) adott interjúkban. A Black Crucifixion finn együttes divatzenekarnak titulálta a Darkthrone-t, ami eredetileg death metal együttes volt, és átváltott a black metal stílusra.

## Meghatározó együttesek
A következő táblázat azokat az együtteseket sorolja fel, amelyek a mozgalom keretében 1987 és 1993 között zenéltek.
| Zenekar              | Alapítás éve | Származás |
| -------------------- | ------------ | --------- |
| Ancient              | 1992         | Bergen    |
| Arcturus             | 1991         | Oslo      |
| Burzum               | 1991         | Bergen    |
| Carpathian Forest    | 1990         | Sandnes   |
| Darkthrone           | 1986         | Kolbotn   |
| Emperor              | 1991         | Notodden  |
| Enslaved             | 1991         | Haugesund |
| Fimbulwinter         | 1992         | Oslo      |
| Gehenna              | 1993         | Stavanger |
| Gorgoroth            | 1992         | Bergen    |
| Hades/Hades Almighty | 1992         | Bergen    |
| Ildjarn              | 1992         | Bø        |
| Immortal             | 1991         | Bergen    |
| Manes                | 1991         | Trondheim |
| Mayhem               | 1984         | Oslo      |
| Satyricon            | 1991         | Oslo      |
| Strid                | 1991         | Askim     |
| Taake                | 1993         | Bergen    |
| Thorns               | 1989         | Trondheim |
| Thou Shalt Suffer    | 1991         | Notodden  |
| Tulus                | 1993         | Oslo      |
| Ulver                | 1993         | Oslo      |

## A mozgalom zenei kiadványai
Ez a lista azokat a zenei kiadványokat sorolja fel, amelyeket a mozgalom meghatározó együttesei készítettek. A vastagon szedett albumok nagylemezeket és koncertlemezeket jelölnek, a többi kiadvány demó vagy EP.
| Felvételek         | Megjelenés          | Együttes          | Cím                                          | Megjegyzések                                                       |
| ------------------ | ------------------- | ----------------- | -------------------------------------------- | ------------------------------------------------------------------ |
| 1987. március      | 1987. augusztus 16. | Mayhem            | Deathcrush                                   |                                                                    |
| 1989. december     | 1989. december      | Stigma Diabolicum | Luna De Nocturnus                            |                                                                    |
| 1990. március      | 1990. március       | Stigma Diabolicum | Lacus De Luna                                |                                                                    |
| 1990. április      | 1996                | Mayhem            | Freezing Moon és Carnage                     | ezeken a dalokon Dead énekel, és egy válogatásalbumon jelentek meg |
| 1990. november 26. | 1993. július        | Mayhem            | Live in Leipzig                              | koncertlemez                                                       |
| 1991               |                     |                   |                                              |                                                                    |
| 1991. április      | 1991. július        | Thou Shalt Suffer | Open the Mysteries of Your Creation          |                                                                    |
| 1991. június       | 1991. június        | Thorns            | Grymyrk                                      |                                                                    |
| 1991. július       | 1991. július 8.     | Arcturus          | My Angel                                     |                                                                    |
| 1991. július       | 1991. július 21.    | Enthrone          | Black Wings                                  |                                                                    |
| 1991. július       | 1991. július        | Burzum            | Burzum Demo I                                |                                                                    |
| 1991. augusztus    | 1992. február 26.   | Darkthrone        | A Blaze in the Northern Sky                  |                                                                    |
| 1991. október      | 1991. október 1.    | Immortal          | Immortal                                     |                                                                    |
| 1991. október      | 1991. október       | Thou Shalt Suffer | Into the Woods of Belial                     |                                                                    |
| 1991. november     | 1991. november      | Burzum            | Burzum Demo II                               |                                                                    |
| 1991. december     | 1991. december      | Enslaved          | Nema                                         |                                                                    |
| 1991               | 1991                | Malfeitor         | Malfeitor                                    |                                                                    |
| 1992               |                     |                   |                                              |                                                                    |
| 1992. január       | 1992. március       | Burzum            | Burzum                                       |                                                                    |
| 1992. február      | 1992. február       | Ildjarn           | Unknown Truths                               |                                                                    |
| 1992. április      | 1993. augusztus     | Burzum            | Det Som Engang Var                           |                                                                    |
| 1992. április      | 1992. július 1.     | Immortal          | Diabolical Fullmoon Mysticism                |                                                                    |
| 1992. május        | 1992. július 11.    | Emperor           | Wrath of the Tyrant                          |                                                                    |
| 1992. június       | 1992. június 22.    | Satyricon         | All Evil                                     |                                                                    |
| 1992. június       | 1992. június        | Enslaved          | Yggdrasill                                   |                                                                    |
| 1992. június       | 1993. június 23.    | Darkthrone        | Under a Funeral Moon                         |                                                                    |
| 1992. augusztus    | 1993. március       | Burzum            | Aske                                         |                                                                    |
| 1992. szeptember   | 1992. szeptember    | Carpathian Forest | Bloodlust & Perversion                       |                                                                    |
| 1992. szeptember   | 1994. április       | Burzum            | Hvis Lyset Tar Oss                           |                                                                    |
| 1992. október      | 1993. május         | Enslaved          | Hordanes Land                                |                                                                    |
| 1992. december     | 1992. december      | Fimbulwinter      | Rehearsal Demo                               | kiadták nagylemezen is, Servants of Sorcery címmel 1994-ben        |
| 1992. december     | 1993. május         | Emperor           | Emperor As the Shadows Rise                  |                                                                    |
| 1992               | 1992                | Thorns            | Trøndertun                                   |                                                                    |
| 1992               | 1992                | Malfeitor         | Pandemonium                                  |                                                                    |
| 1993               |                     |                   |                                              |                                                                    |
| 1993. január       | 1993. január        | Ildjarn           | Ildjarn                                      |                                                                    |
| 1993. március      | 1996. január 1.     | Burzum            | Filosofem                                    |                                                                    |
| 1993. március      | 1993. március       | Satyricon         | The Forest Is My Throne                      |                                                                    |
| 1993. március      | 1993. május         | Ildjarn           | Norse                                        |                                                                    |
| 1993. április      | 1994. február       | Enslaved          | Vikingligr Veldi                             |                                                                    |
| 1993. április      | 1993. április       | Carpathian Forest | Journey Through the Cold Moors of Svarttjern |                                                                    |
| 1993. április      | 1993. április 28.   | Gorgoroth         | A Sorcery Written in Blood                   |                                                                    |
| 1993. május        | 1993. augusztus 1.  | Gehenna           | Black Seared Heart                           |                                                                    |
| 1993. június       | 1993. június        | Hades             | Alone Walkyng                                |                                                                    |
| 1993. július       | 1994. február 21.   | Emperor           | In the Nightside Eclipse                     |                                                                    |
| 1992-1993          | 1994. május 24.     | Mayhem            | De Mysteriis Dom Sathanas                    |                                                                    |
| 1993. augusztus    | 1993. augusztus 1.  | Gehenna           | Ancestor of the Darkly Sky                   |                                                                    |
| 1993. augusztus    | 1993. augusztus     | Ancient           | Eerily Howling Winds                         |                                                                    |
| 1993. szeptember   | 1994                | Satyricon         | Dark Medieval Times                          |                                                                    |
| 1993. szeptember   | 1993. november 1.   | Immortal          | Pure Holocaust                               |                                                                    |
| 1993. október      | 1993. november 5.   | Ulver             | Vargnatt                                     |                                                                    |
| 1993. december     | 1994. február 17.   | Darkthrone        | Transilvanian Hunger                         |                                                                    |
| 1993               | 1993                | Tulus             | Demo I                                       |                                                                    |
| 1993               | 1993                | Thule             | Der Vinterstormene Raste                     |                                                                    |
| 1993               | 1993                | Strid             | End of Life                                  |                                                                    |

## Dokumentumfilmek
- Det svarte alvor (1994)
- Satan rir Media (1998)
- Norsk Black Metal (2003)
- Metal: A Headbanger’s Journey (2005) érinti a black metal témáját, illetve a DVD-kiadás tartalmaz egy átfogó, 25 perces, önálló filmet róla
- Black Metal: A Documentary (2006)
- Murder Music: A History of Black Metal (2007)
- Once Upon a Time in Norway (2007)
- Pure Fucking Mayhem (2008)
- Black Metal: The Norwegian Legacy (2008)
- Until the Light Takes Us (2009)[74]
- Black Metal: The Music of Satan (2010)
- Lords of Chaos (2018)

## Fordítás
Ez a szócikk részben vagy egészben  az   Early Norwegian black metal scene című angol Wikipédia-szócikk ezen változatának fordításán alapul.  Az eredeti cikk szerkesztőit annak laptörténete sorolja fel. Ez a jelzés csupán a megfogalmazás eredetét és a szerzői jogokat jelzi, nem szolgál a cikkben szereplő információk forrásmegjelöléseként.